# Резник, Владислав Матусович
Владисла́в Ма́тусович Ре́зник (род. 17 мая 1954, Ленинград) — российский государственный деятель, депутат Государственной думы III—VIII созывов от «Единства», затем партии «Единая Россия». В Государственной думе VII созыва — член комитета по бюджету и налогам. С апреля 2018 года находится под персональными санкциями США.
Из-за вторжения России на Украину, находится в санкционных списках Евросоюза, США, Великобритании и ряда других стран

## Биография
Родился 17 мая 1954 года в Ленинграде.
В 1976 году окончил биолого-почвенный факультет Ленинградского государственного университета имени А. А. Жданова и поступил в аспирантуру московского Института биологии развития АН СССР.
Защитил кандидатскую диссертацию по биологии.
В 1979—1987 годах занимал должность младшего научного сотрудника Всесоюзного научно-исследовательского технологического института антибиотиков и ферментов медицинского назначения (ВНИТИАФ) в Ленинграде. Занимался молекулярной биологией и с 1982 года восемь лет подрабатывал каскадёром на киностудиях (до этого занимался пятиборьем и фехтованием). По его воспоминаниям, за съёмочный день платили 56 рублей, за репетицию — 28 рублей, для сложных трюков было две репетиции.
В 1989 году Резник был избран заместителем председателя совета директоров банка «Россия».
С 1990 по 1995 год — председатель правления страхового общества «Русь» — одной из первых негосударственных страховых компаний РФ, являющейся третьим пайщиком-учредителем банка «Россия». Там под его руководством какое-то время трудился юрист Дмитрий Медведев.
С 1995 по 1998 год — председатель совета директоров страхового общества «Русь» (в настоящее время — АО «Юнити страхование»).
С 1995 по 1998 год — председатель правления государственной страховой компании «Росгосстрах».
С 1998 по 1999 год — председатель наблюдательного совета акционерного страхового общества «Русь».
С декабря 1999 года — депутат Государственной Думы от избирательного блока «Межрегиональное движение „Единство“ (Медведь)», затем от партии Единая Россия.
С 2002 по 2012 год входил в число членов Национального банковского совета.
В 2010 году занял первое место в рейтинге депутатов-лоббистов русского издания журнала Forbes.
Активный депутат Государственной думы, на 11 января 2017 года на официальном сайте Госдумы числился автором 259 законопроектов с 642 выступлениями.
Кавалер ордена Почёта.
На выборах в Государственную думу VII созыва в сентябре 2016 года баллотировался по Адыгейскому одномандатному избирательному округу № 1 как самовыдвиженец и был избран (57,41 % голосов).
В 2021 году на выборах в Государственную Думу VIII созыва был вновь избран по Адыгейскому одномандатному избирательному округу № 1 как самовыдвиженец. 64,81 % голосов избирателей, посетивших участки в дни голосования были отданы за Резника.
Увлекается охотой. Является соучредителем и членом Клуба горных охотников.

## Семья
Женат; двое детей. Жена — Диана Гиндин (Gindin), с 2002 года — президент банка Credit Suisse First Boston (CSFB) в России и представитель России в швейцарском банке «Credit Suisse». Жена и сын Резника имеют вид на жительство в США. Гиндин окончила с отличием Нью-Йоркский университет по специальности «финансы и международный бизнес» и получила степень МВА по финансам и международному бизнесу в Колумбийском университете, работала в Lehman Brothers и Morgan Stanley, затем с 1996 года — в CSFB, отвечая за работу с ключевыми российскими клиентами в отделе инвестиционно-банковских услуг. Председатель совета фонда Еврейского музея и Центра толерантности в Москве.

## Собственность и доходы
За 2010 год получил доход в размере 384,8 млн рублей. Ему принадлежали доли в компаниях ЗАО «Демидов Керамика», ООО «Голиам Рашн Девелопмент», ООО «Экосвязьмалес», ЗАО «РИФОМ», ООО «Липецкий офсетный комбинат» и ЗАО «Горная компания „Вертекс“».
В 2011 году, согласно официальным данным, Резник вместе с супругой получил доходы в размере более 572 млн рублей. Резнику с супругой принадлежат 16 крупных земельных участков общей площадью 53,3 гектаров, 5 нежилых помещений, 2 квартиры, 5 машиномест, 16 автомобилей марок Maybach, Hummer H1, Land Rover Defender, Mercedes-Benz и других, 7 вездеходов и снегоход.
В 2012 году занял 12 место в рейтинге доходов чиновников за три года с суммарным доходом 1,5 млрд рублей ($51 млн).
По информации газеты «Ведомости», в США Резнику принадлежит домовладение общей площадью 224 м². Его супруге принадлежит квартира в Майами стоимостью 3,8 млн $.

### Обвинения в незаконных операциях с недвижимостью и финансами
В октябре 2008 года стал участником скандала, связанного с принадлежащим ему домом на острове Мальорка. В доме Резника в рамках операции «Тройка», направленной против российской организованной преступности, испанской полицией был проведён обыск. Такое поведение иностранных силовиков вызвало негативную реакцию российских властей. Соратники депутата по «Единой России» расценили обыск как акцию, носящую «политический характер», а Борис Грызлов назвал претензии к Резнику провокацией с целью очернить Россию.
В августе 2009 года в ходе допроса испанским судьёй Бальтасаром Гарсоном рецидивиста Луиса Родригеса Пуэйо последний заявил, что в апреле 2008 года он пытался похитить сына миллиардера Франсиско Эрнандо по заказу депутата Госдумы от «Единой России» Владислава Резника. При этом Пуйо утверждал, что причиной заказа стал отказ Эрнандо вернуть 30 млн долларов лидеру «тамбовской группировки» Геннадию Петрову, с которым, по мнению Гарсона, был тесно связан Резник. Годом ранее на испанской вилле Резника был проведён обыск, также связанный с расследованием дела в отношении российской организованной преступности.
В марте 2016 года объявлен Испанией по линии Интерпола в международный розыск по обвинению в причастности к тамбовской ОПГ и отмыванию денег на территории страны. Испанский суд внезапно выписал и также внезапно отменил ордер на арест Резника, основания для которого нашёл в недоказанных обвинениях в причастности к отмыванию денег на территории страны. Адвокат депутата Александр Гофштейн заявил, что такое решение закономерно, и никаких оснований для международного розыска его подзащитного не было.
В октябре 2018 года испанский Национальный суд оправдал фигурантов дела, которые обвинялись в участии в преступном сообществе и отмывании денег на территории Испании, со ссылкой на судебное решение. При этом для Владислава Резника прокуроры запрашивали самое суровое наказание — пять с половиной лет лишения свободы и штраф €100 млн; для остальных — сроки от одного года и семи месяцев. Резник и его супруга Диана Гиндин по собственной инициативе лично участвовали в процессе. В итоге судьи пришли к выводу, что обвиняемые не являются членами преступной группировки и не занимались отмыванием денег. Между оказавшимися на скамье подсудимых нет никакой связи, кроме того, что они русские, выяснил суд.  Адвокат Резника Александр Гофштейн подтвердил эту информацию. Суд не нашёл никаких оснований, которые бы доказывали, что фигуранты дела были связаны с какой-либо преступной группировкой.

## Санкции
6 апреля 2018 года включён в санкционный список США в числе 17 чиновников и 7 бизнесменов из России, в 2022 году санкции США были ужесточены
23 февраля 2022 года внесён в санкционные списки стран Евросоюза за действия и политику, которые подрывают территориальную целостность, суверенитет и независимость Украины и ещё больше дестабилизируют Украину.
24 февраля 2022 года включён в санкционный список Канады «близких соратников режима» за голосование о признании независимости «так называемых республик в Донецке и Луганске».
24 марта 2022 года, на фоне вторжения России на Украину, включён в санкционный список США за «соучастие в войне Путина» и «поддержку усилий Кремля по вторжению в Украину», Госдеп США заявил что депутаты Госдумы используют свои полномочия для преследования инакомыслящих и политических оппонентов, нарушают свободу информации, ограничивают права человека и основные свободы граждан России.
Позднее, по аналогичным основаниям, включён в санкционные списки Великобритании, Швейцарии, Австралии, Японии, Украины и Новой Зеландии.

## Инициированные законопроекты
За время работы Владислава Резника в качестве депутата Государственной Думы РФ, им были инициированы или поддержаны 273 законопроекта и поправки к ним.
- «О национальной платежной системе». Предметом законопроекта является деятельность и взаимодействие в рамках платежных систем организаций-операторов по переводу денежных средств, включая операторов электронных денег, операторов по приему платежей, платежных систем, услуг платежной инфраструктуры (операционных, клиринговых и расчетных центров)[47]
- «О ломбардах». Настоящий Федеральный закон регулирует отношения, возникающие в процессе осуществления ломбардной деятельности[48].
- «О центральном депозитарии». Статус центрального депозитария в соответствии с Федеральным законом может быть присвоен акционерному обществу, являющемуся небанковской кредитной организацией, имеющему лицензию на осуществление депозитарной деятельности на рынке ценных бумаг и осуществляющему функции расчётного депозитария не менее трёх лет[49].
- «Об использовании государственных ценных бумаг Российской Федерации для повышения капитализации банков». Российская Федерация в целях увеличения уставного капитала кредитных организаций вправе осуществлять обмен государственных ценных бумаг Российской Федерации на привилегированные акции кредитных организаций, соответствующих требованиям, установленным настоящим Федеральным законом[50].
- «О сельскохозяйственном страховании, осуществляемом с государственной финансовой поддержкой». Настоящий Федеральный закон регулирует отношения, возникающие между субъектами и участниками сельскохозяйственного страхования, осуществляемого с государственной поддержкой, по поводу осуществления сельскохозяйственного страхования и предоставления государственной поддержки на развитие системы страхования рисков в сельском хозяйстве[51].
- «О лотерее». Регулирует деятельность гослотерей[52].
- «О запрете производства и оборота этилированного автомобильного бензина в Российской Федерации». Проект закона вводит запрет на использование в Российской Федерации и ввоз на её территорию этилированного бензина. Использование этилированного бензина, то есть бензина с добавлением тетраэтилсвинца в качестве добавки, повышающей октановое число бензинов[53].
- «О саморегулируемых организациях». Проект федерального закона «О саморегулируемых организациях» направлен на реализацию единой государственной политики по защите интересов субъектов предпринимательской деятельности и снижению степени давления государства на свободные рыночные предпринимательские и профессиональные отношения[54].
- Градостроительный кодекс Российской Федерации. Проект нового Градостроительного кодекса Российской Федерации является комплексным законодательным актом, регулирующим общественные отношения в сфере территориального планирования, градостроительного регулирования, проектирования и собственно строительства[55].
- Жилищный кодекс Российской Федерации. В проекте Кодекса особое внимание уделено разграничению компетенции между органами государственной власти Российской Федерации, субъектов Российской Федерации и органами местного самоуправления в области жилищных отношений. Изменения претерпели положения, регламентирующие предоставление жилых помещений по договору социального найма[56].
- «О жилищных накопительных кооперативах». Законопроект направлен на формирование рынка доступного жилья через создание правовых условий для совместного использования жилищных накоплений граждан в целях приобретения жилых помещений[57].
- «О кредитных историях». Целью данного законопроекта является создание системы раскрытия информации о добросовестности исполнения заемщиками обязательств перед кредиторами (коммерческими банками)[58].
- «О специальных экономических мерах». Целью принятия проекта федерального закона «О специальных экономических мерах в условиях международной чрезвычайной ситуации» является создание правовых основ для применения специальных экономических мер в случае возникновения международной чрезвычайной ситуации[59].
- «Об организованных торгах». Настоящий Федеральный закон регулирует отношения, связанные с проведением организованных торгов, а также распространением ценовой информации в порядке и на условиях, предусмотренных настоящим Федеральным законом[60].
- В конце марта 2022 года предложил засекретить все данные о попавших под западные санкции чиновниках, включая состав семьи и официальные декларации о доходах и имуществе[61].

## Награды
- Благодарность Президента Российской Федерации За большой вклад в разработку законов по реализации концепции судебной реформы (22 июля 2002 года).
- Почётная грамота Совета Федерации федерального собрания РФ за многолетний добросовестный труд (25 апреля 2006 года).
- Орден Почёта За заслуги в законотворческой деятельности № 18248 от 9 января 2010 года.
- Благодарность Правительства Российской Федерации За личный вклад в развитие российского законодательства (7 сентября 2007)[62].
- Почётная грамота Правительства Российской Федерации за заслуги в законотворческой деятельности[63].
- Медаль ордена «За заслуги перед Отечеством» II степени (2019)[64].